# إيثيل لويز لايمان
إيثيل لويز لايمان، (1 ديسمبر 1893 - 17 نوفمبر 1974)، كانت أمينة مكتبة موسيقية ومصنفة مشهورة بإنشاء مكتبة الموسيقى في جامعة إنديانا، والتي تُعرف الآن بمكتبة ويليام وغايل كوك للموسيقى، بالإضافة إلى مجموعات العديد من المكتبات الموسيقية الهامة الأخرى.

## الحياة الشخصية
ولدت لايمان في 1 ديسمبر 1893، وكانت الابنة الوحيدة لإلياس كورنيليوس لايمان، خباز، وإليزابيث ماري سميث لايمان. تخرجت من مدرسة نورثهامبتون الثانوية في عام 1912، ودرست في الخارج لمدة عام حيث تعلمت الفرنسية والألمانية والإيطالية، ثم عادت لحضور مدرسة كيبن للبنات حيث واصلت دراستها للغات. تلقت دروسًا في علوم المكتبات في جامعة سيمونز بعد بدء عملها في كلية سميث.
عندما عاشت في إنديانا، استأجرت شقة صغيرة ذات كفاءة في بلومنجتون حيث احتفظت بعدد قليل من قطع الأثاث بخلاف البيانو الكبير.
توفيت في 17 نوفمبر 1974، في مارتنسفيل، إنديانا، ودُفنت مع والديها في مقبرة بريدج ستريت في نورثهامبتون، ماساتشوستس.أسست صندوق إيثيل لويز لايمان التذكاري في جامعة إنديانا لاستخدامه في الحصول النوتات الموسيقية للمجموعة.

## المسيرة الفنية
عملت لايمان كأمينة مكتبة عامة في نورثهامبتون، وخاصة في مكتبة فوربس التي كانت تحتوي على مجموعة موسيقية كبيرة ونظام تصنيف تم إنشاؤه تحت إشراف تشارلز آمي كتر. تم ترقيتها في النهاية إلى رئاسة قسم الفنون الجميلة حيث كانت تشرف على جميع المجموعات الموسيقية والفنية. استقالت من مكتبة فوربس في عام 1922 لتتولى منصب أمينة المكتبة الموسيقية في كلية سميث، لتكون أول أمينة مكتبة موسيقية في الكلية. أثناء عملها في سميث، خلال فترات دراستها في كلية المكتبات، عملت في مكتبة ويدنر التابعة لجامعة هارفارد، ومكتبة بوسطن العامة، ومكتبة بروكلين العامة، ومكتبة معهد نيو إنجلاند للموسيقى. كما قامت بتدريس مبادئ علم المكتبات لطلاب كلية سميث الذين عملوا في المكتبة. خلال فترة عملها، قامت بتنقيح كتالوج الموسيقى بالكامل وضمنت أن جميع الكتب والنتائج الموسيقية تم تصنيفها بالكامل. في عام 1936، أخذت إجازة لمدة عام وقامت بإجراء مسح لأكثر من ثلاث وخمسين مكتبة موسيقية في شرق الولايات المتحدة. عملت في كلية سميث حتى عام 1938، وعندما غادرت لإجراء بحث عن كتاب، وربما نتيجة لصراع في الشخصية.
تولت لايمان وظيفة أمينة المكتبة الموسيقية في كلية الموسيقى بجامعة إنديانا في عام 1938. قامت بتوسيع ميزانية المكتبة وزيادة محتوياتها بشكل كبير، من "6,915 كتابًا، و9,880 نتيجة موسيقية، و2,920 تسجيلًا صوتيًا" في عام 1942 إلى "44,567 كتابًا ومجلة مطبوعة، و137,840 نتيجة موسيقية، و15,000 تسجيل صوتي". في عام 1958، أشرفت على إنشاء ملحق مكتبة الموسيقى (في وقت لاحق تعرف باسم غرفة التسجيلات) الذي يحتوي على مساحات لتخزين التسجيلات الصوتية والنتائج الموسيقية وملاحظات برامج الأوركسترا غير المربوطة. تقاعدت من جامعة إنديانا في عام 1959، ووجهت لها إشادة بـ "الخدمة الممتازة كأمينة المكتبة الأولى والوحيدة التي تمتلكها كلية الموسيقى.

## الجمعيات المهنية
كانت لايمان منخرطة بشكل كبير في الأنشطة المهنية. كانت عضوة في جمعية المكتبات الأمريكية، وجمعية المكتبات الخاصة، وجمعية المفهرسين الإقليميين في أوهايو. كانت عضوة مؤسِّسة لجمعية مكتبات الموسيقى في عام 1931، وترأست فرعها في المنطقة الوسطى من عام 1949 حتى 1951. خلال اجتماع جمعية المكتبات الخاصة في عام 1940، كانت من المدافعين الأقوياء عن تصنيف وفهرسة أسطوانات الفونوغراف في الأربعينيات، وشاركت نظام تصنيف أنشأته للأسطوانات في كلية سميث والذي كان لا يزال مستخدمًا في القرن الحادي والعشرين، نظام يركز على تصنيف الموسيقى، وليس فقط العنصر المادي.